# Marco Dondi
Marco Dondi (Pesaro, 16 settembre 1988) è un pilota motociclistico italiano.

## Carriera
Ha debuttato nel Campionato del Mondo Supermoto 2006 a soli 18 anni nella classe S2 (classificandosi 22º).
Dopo due stagioni passate in Aprilia PMR, nel 2008 corre nel Team Kawasaki KL Nastedo.
Nel 2009 torna sotto l'ala Aprilia, prima supportato dal Team PMR H2O, poi nel Team DP Racing. Nel 2010, dopo una breve parentesi nel Team KTM Motoracing, continua a correre con DP Racing su Aprilia.
Nel 2011 torna al Team Motoracing KTM.

### Palmarès
- 2004: 4º posto Trofeo Italiano Supermoto Runner 125cc (su TM)
- 2005: 22º posto Campionato Italiano Supermoto classe Sport (su TM)
- 2006: 10º posto Campionato Italiano Supermoto classe Sport (su Aprilia)
- 2006: 22º posto Campionato del Mondo Supermoto S2 (su Aprilia)
- 2006: 4º posto generale Supermoto delle Nazioni (Team Italia Junior) (su Aprilia)
- 2007: 6º posto Campionato Italiano Supermoto S1 (su Aprilia)
- 2007: 16º posto Campionato del Mondo Supermoto S1 (su Aprilia)
- 2007: 7º posto generale Supermoto delle Nazioni (Team Italia Junior) (su Aprilia)
- 2008: 5º posto Campionato Italiano Supermoto S1 (su Kawasaki)
- 2008: 16º posto Campionato del Mondo Supermoto S1 (su Kawasaki)
- 2009: 17º posto Trofeo Centro Italia Supermoto S1 (2 gare su 6) (su Aprilia)
- 2009: 13º posto Campionato Italiano Supermoto S1 (su Aprilia) - infortunio
- 2009: 14º posto Campionato del Mondo Supermoto S1 (su Aprilia) - infortunio
- 2009: 18º posto Extreme Supermotard di Bologna (su Aprilia)
- 2010: 18º posto Campionato Italiano Supermoto S1 (su Aprilia)
- 2011: 5º posto Campionato Italiano Supermoto Open (su KTM)
- 2012: 3º posto Campionato Italiano Supermoto Open (su TM factory)